# Ludwig Carinus

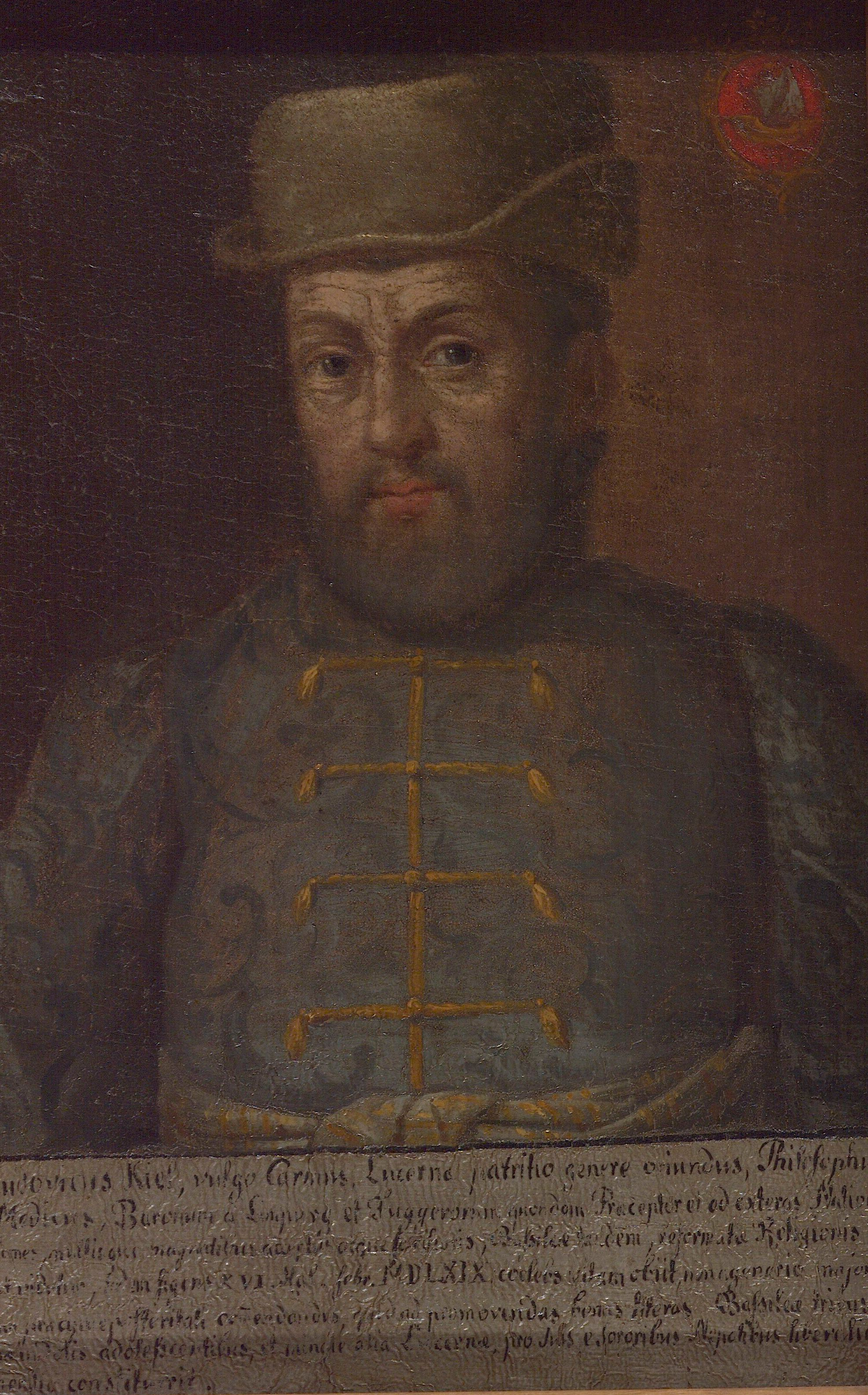
Porträt von Ludwig Carinus

Ludwig Carinus (eigentlich Ludwig Kiel; auch Ludovicus Carinus) (* vermutlich 1480 oder 1496 in Luzern; † 17. Januar 1569 in Basel) war ein Schweizer Humanist und Arzt.

## Werdegang
Seine Eltern waren der Luzerner Unterschreiber und Grossrat Hans Kiel und dessen Frau Cäcilia Ritzi. Ab 1513 bezog er eine Pfründe als Chorherr am Stift Beromünster, von dem er 1531 nach Übertritt zur Reformation ausgeschlossen wurde. 1511–12 war Carinus an der Universität Basel immatrikuliert und erwarb 1514 seinen Bakkalaureus. In Basel machte er die Bekanntschaft mit Glarean, Wilhelm Nesen und Bruno Amerbach, dem Bruder von Bonifacius Amerbach und stand so dem Kreise um Erasmus von Rotterdam nahe. Als Nesen, der die Studien Kiels betreute, 1517 Basel verliess, folgte er ihm nach Paris und später nach Löwen, wo die beiden erneut Erasmus trafen. Von 1522 bis 1523 lebte Kiel eine Zeitlang im Basler Haushalt von Erasmus. Er verlor dessen Freundschaft jedoch, als er sich in der Auseinandersetzung zwischen Nesen und Erasmus auf die Seite seines nun reformierten Freundes Nesen stellte.
1523 löste er vorübergehend Nesen als Rektor der Lateinschule in Frankfurt ab. Hier freundete er sich mit Melanchthon an. Nach 1528 studierte er bei Johannes Sturm in Strassburg. 1531 widmete ihm sein früherer Studienkollege und ebenfalls aus Luzern stammende Oswald Myconius seine Biografie Zwinglis. Ab 1535 arbeitete er als Lehrer und unternahm Reisen und Studienaufenthalte als Hauslehrer bei den Fugger-Söhnen. Von 1546 bis 1555 bezog er eine Pfründe als Sinekure am Thomasstift in Straßburg. Danach arbeitete er in Basel als praktizierender Arzt und unterstützte u. a. Hieronymus Wolf bei der Publikation antiker Autoren.